# 锡三公祠
锡三公祠，位于中国广东省茂名市信宜市朱砂镇双砥村，为茂名市信宜市的一个市级文物保护单位，类型为古建筑，公布时间为2000年11月1日。
锡三公祠的历史年代为清、民国。